# MiFi

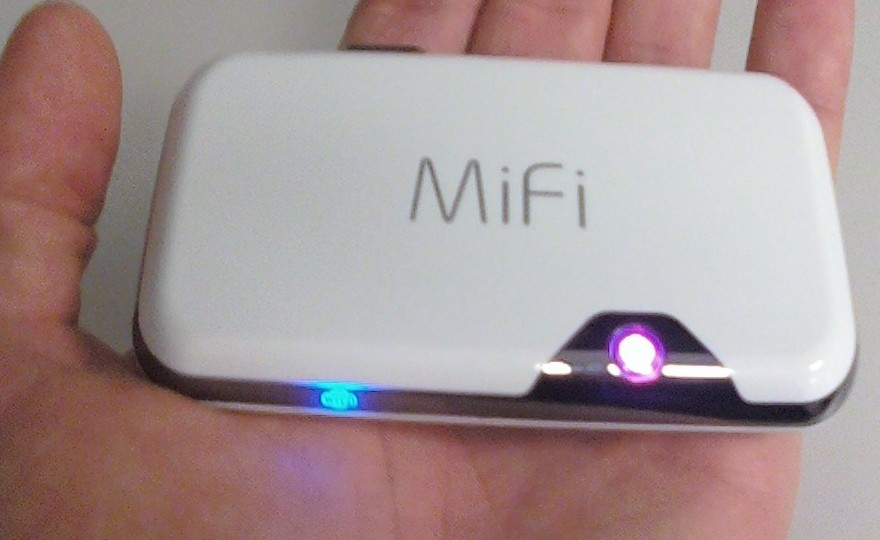
Il Novatel MiFi 2372 "Intelligent Mobile Wi-Fi Hotspot"

MiFi è una linea di router wireless prodotti dalla Novatel Wireless che funzionano da hotspot Wi-Fi mobili. Il MiFi può essere collegato con un telefono cellulare e fornire accesso a Internet per un massimo di 5 dispositivi. Il MiFi funziona ad una distanza fra i 10 ed i 30 metri e fornisce accesso ad internet o in rete a qualsiasi dispositivo WiFi periferico.
Il primo sistema MiFi è stato lanciato negli Stati Uniti nel maggio 2009 dalla Novatel Wireless, che è attuale detentrice del marchio registrato "MiFi". Il MiFi Novatel è anche commercializzato con questo nome nei Paesi Bassi, Spagna, Portogallo, Germania, Polonia, Romania, Ungheria, Slovenia, Qatar, Kuwait, Nuova Zelanda, Singapore, Thailandia, Giappone, Sudafrica, Porto Rico, Canada e Messico. Invece, nel Regno Unito, il gestore telefonico 3 possiede il marchio "MiFi" e commercializza un prodotto simile di Huawei con quel nome.